# Lijst van oorlogsmonumenten in Papendrecht
De Nederlandse gemeente Papendrecht heeft 3 oorlogsmonumenten. Hieronder een overzicht.
| Nr.  | Object                                                                                             | Herdachte groep                                  | Ontwerper                                                       | Onthulling   | Type               | Locatie                           | Plaats      | Coördinaten                   | Foto              |
| ---- | -------------------------------------------------------------------------------------------------- | ------------------------------------------------ | --------------------------------------------------------------- | ------------ | ------------------ | --------------------------------- | ----------- | ----------------------------- | ----------------- |
| 38   | Monument voor Cornelis van Vuren                                                                   | militairen in dienst van het Ned. Kon. 1940-1945 |                                                                 |              | begraafplaats/graf | Admiraal de Ruyterweg 21, 3354 XA | Papendrecht | 51° 49' 34" NB, 4° 41' 58" OL |                   |
| 439  | Lancaster-monument (inzittenden ongeveer op plaats van monument overleden na/tijdens neerstorting) | geallieerde militairen                           | ir. Jan van Luijk                                               | 21 juli 2004 | gedenksteen        | Noordkil                          | Papendrecht | 51° 50' 5" NB, 4° 43' 25" OL  | Meer afbeeldingen |
| 2069 | Oorlogsmonument                                                                                    | algemeen, allen                                  | Architectenbureau Jan van Luijk (ontwerp), G. Slob (uitvoering) |              | gedenksteen        | Admiraal de Ruyterweg, 3354 XA    | Papendrecht | 51° 49' 37" NB, 4° 41' 46" OL | Oorlogsmonument   |

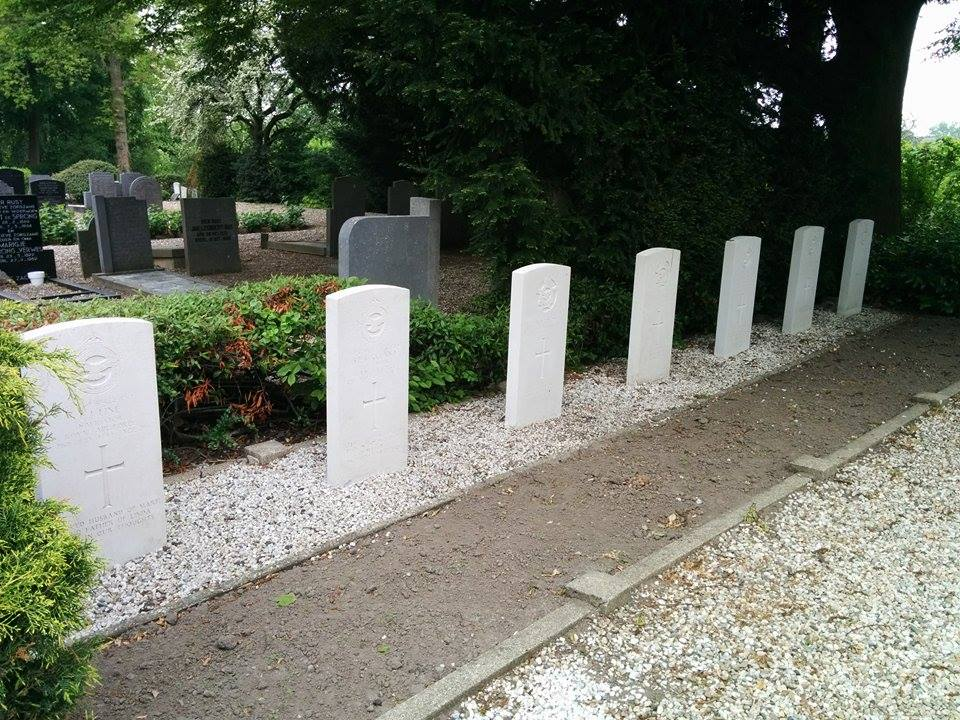
Graven inzittenden Lancaster, Papendrecht, Admiraal de Ruyterweg. Het monument staat elders.

Alblasserdam ·
Albrandswaard ·
Alphen aan den Rijn ·
Barendrecht ·
Bodegraven-Reeuwijk ·
Capelle aan den IJssel ·
Delft ·
Den Haag ·
Dordrecht ·
Goeree-Overflakkee ·
Gorinchem ·
Gouda ·
Hardinxveld-Giessendam ·
Hendrik-Ido-Ambacht ·
Hillegom ·
Hoeksche Waard ·
Kaag en Braassem ·
Katwijk ·
Krimpen aan den IJssel ·
Krimpenerwaard ·
Lansingerland ·
Leiden ·
Leiderdorp ·
Leidschendam-Voorburg ·
Lisse ·
Maassluis ·
Midden-Delfland ·
Molenlanden ·
Nieuwkoop ·
Nissewaard ·
Noordwijk ·
Oegstgeest ·
Papendrecht ·
Pijnacker-Nootdorp ·
Ridderkerk ·
Rijswijk ·
Rotterdam ·
Schiedam ·
Sliedrecht ·
Teylingen ·
Vlaardingen ·
Voorne aan Zee ·
Voorschoten ·
Waddinxveen ·
Wassenaar ·
Westland ·
Zoetermeer ·
Zoeterwoude ·
Zuidplas ·
Zwijndrecht